# Denise Moran
Denise Moran, née le 9 septembre 1885 à Paris, où elle est morte le 19 septembre 1945, est une intellectuelle féministe française.
Il s'agit en fait du pseudonyme de Marthe Savineau, née Marthe Jenty, autrice de nombreux articles, de plusieurs livres et d'un rapport d'enquête sur la condition des femmes en Afrique-Occidentale française.

## Biographie

### Formation
Denise Moran nait dans une famille protestante d'origine alsacienne. Sa mère est institutrice puis directrice d'école, son père employé dans une usine de charbon. Avec ses parents et sa sœur, elle grandit dans le 11e arrondissement de Paris. À 19 ans, elle épouse en mairie, Jean Baptiste Joachim Ronzi, peintre décorateur. En 1907, ce mariage prend fin avec la mort de Ronzi. Elle enseigne alors, forte de son brevet de capacité pour l'enseignement primaire.

### Journaliste et militante
À la fin des années 1920, Marthe Savineau écrit dans divers journaux de gauche républicaine sous le pseudonyme de Denise Moran. En 1926, alors qu'elle écrit pour Le Quotidien, elle rencontre Edmond Savineau, qui devient rapidement son deuxième mari. Elle l'accompagne en 1927 en Afrique-Équatoriale française où il va travailler dans l'administration. Elle participe alors à la fondation de plusieurs écoles. Son mari et elle deviennent critiques des modalités de la colonisation. Selon eux, les administrations coloniales sont parasitées par des individus incompétents et cruels qui corrompent la mission civilisatrice de la République Française. En 1929, Edmond Savineau meurt. Denise Moran reste en AEF jusqu'en 1931 pour y travailler au bureau des affaires politiques, poste toujours réservé à un homme jusqu'alors. Elle relate son expérience en AEF dans un roman à teneur autobiographique, Tchad, publié en 1934 chez Gallimard, collection NRF. Elle rentre ensuite à Paris, où elle redevient journaliste spécialiste de questions humanitaires et militantes, en témoigne sa participation à une mission d'enquête dans les camps de réfugiés de la guerre d'Espagne en France ou ses articles antifascistes.

### La famille en AOF: condition de la femme
Entre le 19 octobre 1937 et le 25 mai 1938, mandatée par Marcel de Coppet, Gouverneur Général de l'AOF, Denise Moran Savineau parcourt 13 000 kilomètres. Pendant ce voyage, elle rédige dix-sept rapports concernant chacune des régions qu’elle traverse, s’intéressant aussi bien aux capitales des colonies qu'aux villages de brousse. Pour récolter des indications sur la condition de la femme, elle interroge des indigènes, des européens et des européennes installés en AOF. De nombreux thèmes sont abordés dans ce rapport : le mariage et le divorce, la prostitution, l'éducation des filles, le travail des femmes, l'adaptation ou non des services de santé et de maternité français, les conflits entre les normes coloniales et les normes préexistantes ou concurrentes. Les données économiques sont également présentes en abondance. Le rapport d'enquête, si volumineux soit-il, semble avoir été rendu obsolète par la Seconde Guerre mondiale, le régime de Vichy, puis les combats indépendantistes,.

### Résistance
Si la fin de sa vie reste peu connue, il est probable que Denise Moran ait rejoint la Résistance française, notamment aux côtés des groupes d'intellectuels résistants. Ainsi en 1944, elle cosigne dans L'Humanité une tribune contre les violences des occupants nazis à Paris.